# Polanka (rejon pustomycki)
Polanka – wieś na Ukrainie w rejonie lwowskim (do 2020 roku w rejonie pustomyckim) należącym do obwodu lwowskiego.